# Dimităr Aleksiev
Dimităr Petrov Aleksiev (in bulgaro Димитър Петров Алексиев?; 28 luglio 1993) è un calciatore bulgaro, attaccante del Dimitrovgrad.

## Carriera
Ha giocato nella massima serie bulgara.